# Juwenalis (imię)
Juwenalis – imię męskie pochodzenia łacińskiego, pierwotnie przydomek, którym był wyraz pospolity iuvenalis — "młody, młodzieńczy, nierozważny", notowane w Polsce od 1248 roku. 
Juwenalis imieniny obchodzi:
- 3 maja, jako wspomnienie św. Juwenalisa, biskupa Narni
- 2 lipca, jako wspomnienie św. Juwenalisa, biskupa Jerozolimy[1]

Znane osoby noszące imię Juwenalis:
- Juwenalis — rzymski poeta satyryczny z I wieku
- Juvenal Amarijo — brazylijski piłkarz, obrońca

Zobacz też:
- Estádio Juvenal Lamartine
- Estádio Juvenal Melo